# Лајцен
Лајцен (њем. Leizen) општина је у њемачкој савезној држави Мекленбург-Западна Померанија. Једно је од 60 општинских средишта округа Мириц. Према процјени из 2010. у општини је живјело 486 становника. Посједује регионалну шифру (AGS) 13056037.

## Географски и демографски подаци
Лајцен се налази у савезној држави Мекленбург-Западна Померанија у округу Мириц. Општина се налази на надморској висини од 73 метра. Површина општине износи 27,8 km². У самом мјесту је, према процјени из 2010. године, живјело 486 становника. Просјечна густина становништва износи 18 становника/km².